# Chris Hansen
Christopher Edward Hansen (né le 13 septembre 1959 à Chicago) est un journaliste de télévision américain. Il est connu pour ses travaux sur Dateline NBC, en particulier l'ancienne série télévisée To Catch a Predator axée sur la capture des prédateurs sexuels potentiels sur Internet. Il anime depuis 2015 Killer Instinct sur Investigation Discovery, qui documente des enquêtes sur des homicides. En septembre 2016, il anime de l'émission Crime Watch Daily. 